# ألماز أيانا
تنافس في سباقات 3000 متر و5000 متر. في الألعاب الأولمبية الصيفية 2016 في ريو دي جانيرو، سجلت رقماً قياسياً عالمياً جديداً في سباق 10000 متر حيث كسرت الرقم القياسي السابق المسجل عام 1993.
ألماز أيانا إيبا (مواليد 21 نوفمبر 1991) هي لاعبة إثيوبية متخصصة في ركض المسافات الطويلة

## الوظيفة
فازت ألماز بميدالية برونزية في سباق 5000 متر سيدات في بطولة العالم لألعاب القوى 2013 والتي أقيمت في موسكو. أما في بطولة العالم لألعاب القوى 2015 والتي أقيمت في بكين، فازت ألماز بذهبية سباق 5000 متر متغلّبة على منافستها غينزبي ديبابا.
فازت ألماز بأول لقب متقدم في بطولة أفريقيا في ألعاب القوى 2014 التي أقيمت في مراكش في سباق 5000 متر، وسجلت زمناً قدره 15:32.72 بعد البطولة بشهر واحد وعلى نفس المضمار، فازت بسباق 5000 متر ممثلة لأفريقيا في كأس القارة لألعاب القوى 2014.
سجلت ألماز رقماً قياسياً قدره 14:14.32 في مسابقة 5000 متر في دوري ألعاب القوى الماسي الذي أقيم في شنغهاي عام 2015 محسّنة بذلك رقمها السابق البالغ 14:25.84 والذي كانت سجلته في باريس عام 2013. وبذا أصبحت ألماز ثالث أسرع لاعبة في هذا السباق بعد كل من تيرونيش ديبابا حاملة الرقم القياسي العالمي ومسيريت ديفار. في حزيران 2016، شاركت ألماز في سباق 5000 متر في بطولة غالا الذهبية التي أقيمت في روما وسجلت زمناً قدره 14:12.59. بهذه النتيجة أصبحت ألماز ثاني أسرع امرأة في سباق 5000 متر بفارق ثانية واحدة عن تيرونيش ديبابا التي تحمل الرقم القياسي العالمي بزمن 14:11.15.
تغلّبت ألماز على تيرونيش في التصفيات الأولمبية التي أقيمت في إثيوبيا في 29 تموز (يوليو) 2016، في سباق 10,000 متر,
سجلت ألماز أسرع زمن في التاريخ في المباراة النهائية في ألعاب القوى في الألعاب الأولمبية الصيفية 2016 وكسرت الرقم القياسي العالمي الذي بقى مسجلاً باسم وانغ جونزيا لمدة 23 عاماً بفارق 14 ثانية  لتنهي السباق بزمن 29:17.45، حيث وصف البطل الأولمبي بريندان فوستر ذلك بالإنجاز الهائل أثناء تعليقه على السباق في بث قناة بي بي سي.

## المنافسات الدولية
| العام | المسابقة                                      | المكان        | المركز | حدث            | ملاحظة   |
| ----- | --------------------------------------------- | ------------- | ------ | -------------- | -------- |
| 2015  | بطولة العالم لألعاب القوى 2015                | بكين          | الأولى | 5000 متر سيدات | 14:26.83 |
| 2016  | 2016 IAAF Diamond League                      | روما          | الأولى | 5000 متر       | 14:12.59 |
| 2016  | ألعاب القوى في الألعاب الأولمبية الصيفية 2016 | ريو دي جانيرو | الأولى | 10,000 m       | 29:17.45 |

## وصلات خارجية
- ألماز أيانا على موقع الاتحاد الدولي لألعاب القوى (الإنجليزية)
- ألماز أيانا على موقع الدوري الماسي (الإنجليزية)
- ألماز أيانا على موقع اللجنة الأولمبية الدولية (الإنجليزية)
- ألماز أيانا على موقع أوليمبيديا (الإنجليزية)
- الدوري الماسي ملف اللاعبة